# Franciszek Korwin-Szymanowski
Franciszek Korwin-Szymanowski (ur. 29 września 1930 w Płocku, zm. 12 lipca 1988 w Warszawie) – polski bułgarysta i polonista, tłumacz literatury bułgarskiej.

## Życiorys
Był piątym dzieckiem Feliksa Szymanowskiego i Leokadii z Schultzów oraz starszym bratem Teodora Szymanowskiego.
Studiował slawistykę na Uniwersytecie Warszawskim w latach 1949–1954. Po studiach wyjechał do Bułgarii, gdzie w latach 1954–1957 był wykładowcą na Uniwersytecie Sofijskim. Po powrocie do kraju zajmował się przekładami literatury bułgarskiej. Przygotował edycję źródłową listów swojego przodka Józefa Szymanowskiego, adresowanych do swojej szwagierki, Anieli ze Świdzińskich Szymanowskiej (1755-1839), wdowie po Michale Szymanowskim (i wychowawczyni Klementyny z Tańskich Hoffmanowej). Publikacja została wydana w r. 1973. W czasie stanu wojennego był związany z opozycją, publikował w wydawnictwach podziemnych.
Zmarł 17 lipca 1988 r. w Warszawie. Spoczywa na cmentarzu Powązkowskim w Warszawie (kwatera 265-1-5/6).

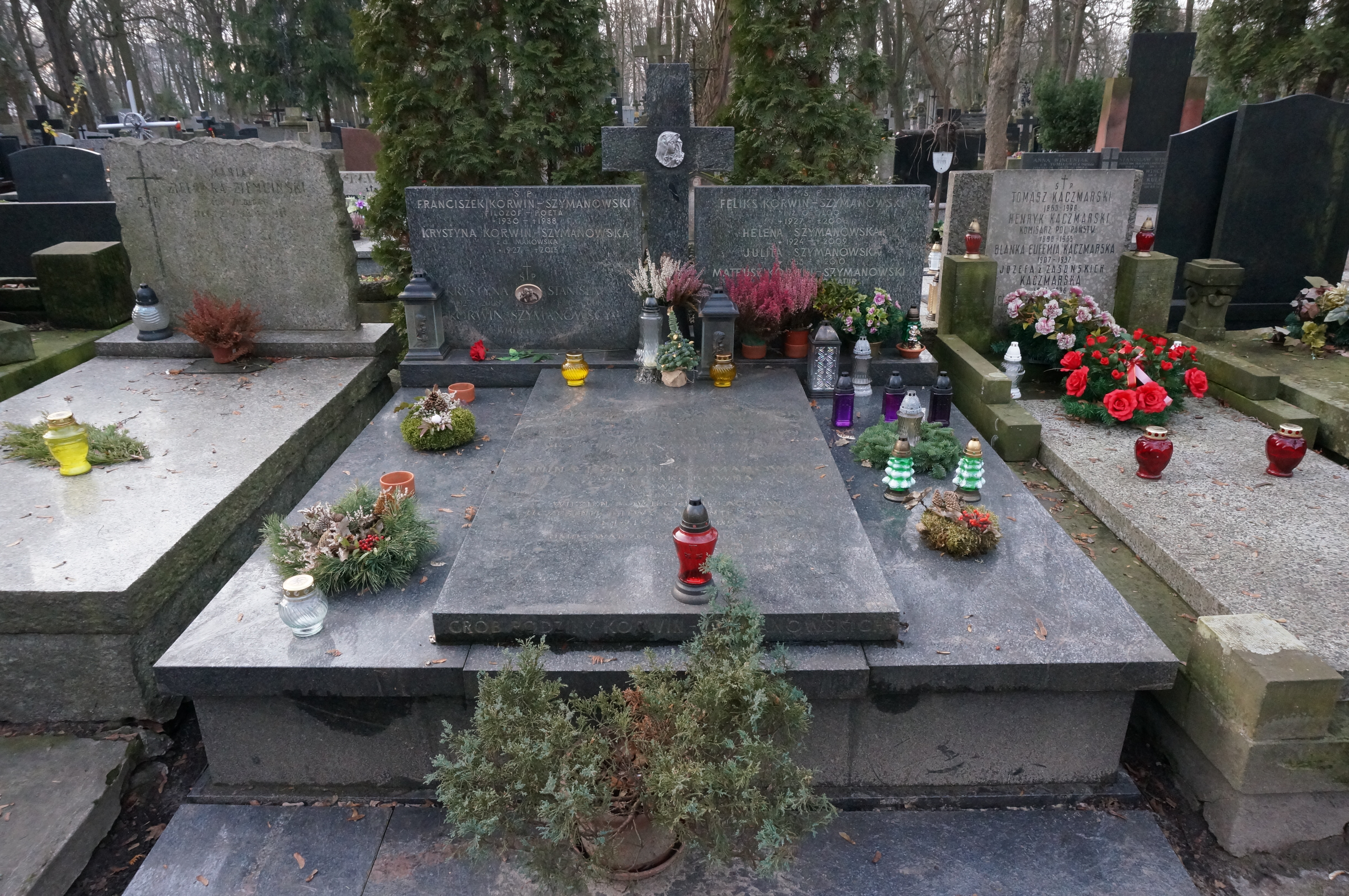
Grób Franciszka Korwin-Szymanowskiego na cmentarzu Powązkowskim

## Tłumaczenia wybrane
- Aleksandr Petrovič Primakovskij, Jak korzystać z książki, Iskry, Warszawa, 1953.
- Marcel Cachin, Nauka a Religia, „Książka i Wiedza”, Warszawa, 1955. Tłumaczenie z języka francuskiego.
- Jordan Jowkow, Ałbena, opowiadanie w zbiorze Zbrodnia Iwana Belina i inne utwory, Warszawa 1975 r.
- Paisij Hilendarski, Słowianobułgarska historia, Czytelnik, Warszawa 1981.
- Georgi Dimitrov, O socjalistyczną Bułgarię, tłumaczenie, Adam Koseski, Maria Więckowska i Franciszek Korwin-Szymanowski, „Książka i Wiedza”, Warszawa, 1983
- Aleko Konstantinow, Baj Ganiu, Czytelnik, Warszawa, 1986.

## Opracował
- Józef Szymanowski, Listy do Starościny Wyszogrodzkiej, wyd. PIW, Warszawa 1973.